# Siedlung Taunusblick
Die Siedlung Taunusblick ist eine Frankfurter Wohnsiedlung der Nachkriegszeit im Stadtteil Zeilsheim. Der Blick auf die Berge des Taunus war namensgebend. Diese Aussicht ist seit der Errichtung von Lärmschutzwänden entlang der nahe gelegenen Autobahn kaum noch gegeben.

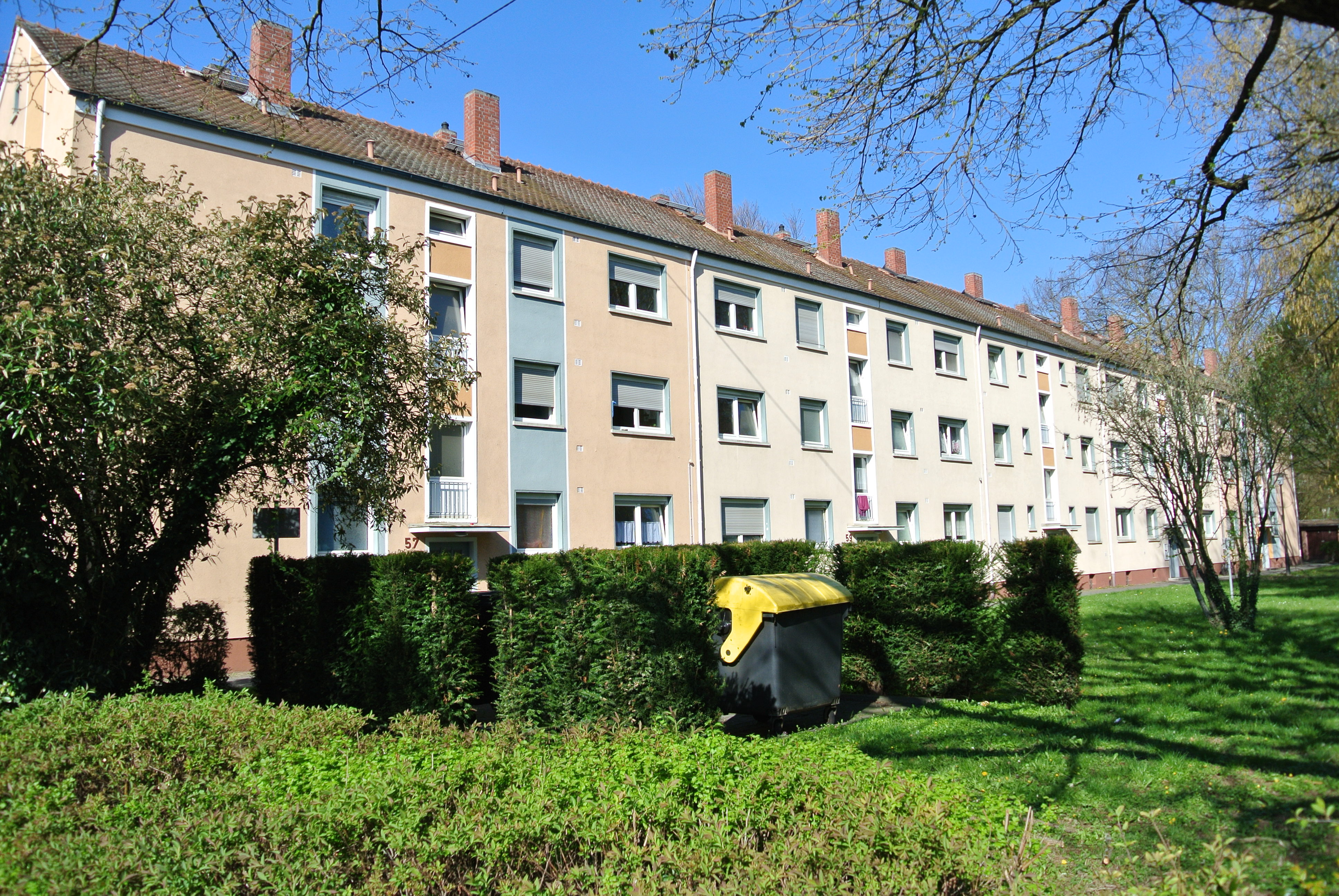
Gebäudezeile in der Bechtenwaldstraße

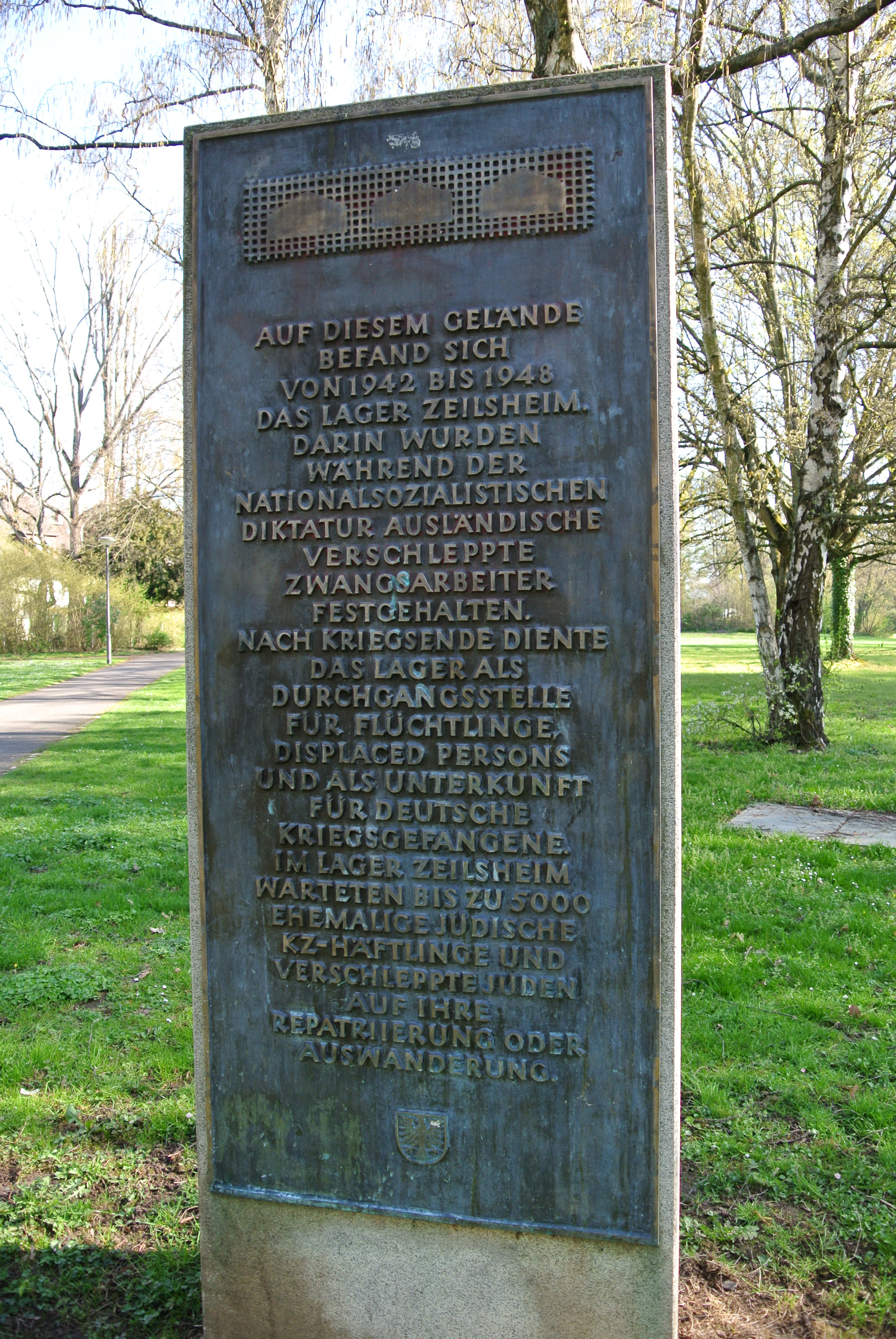
Gedenktafel

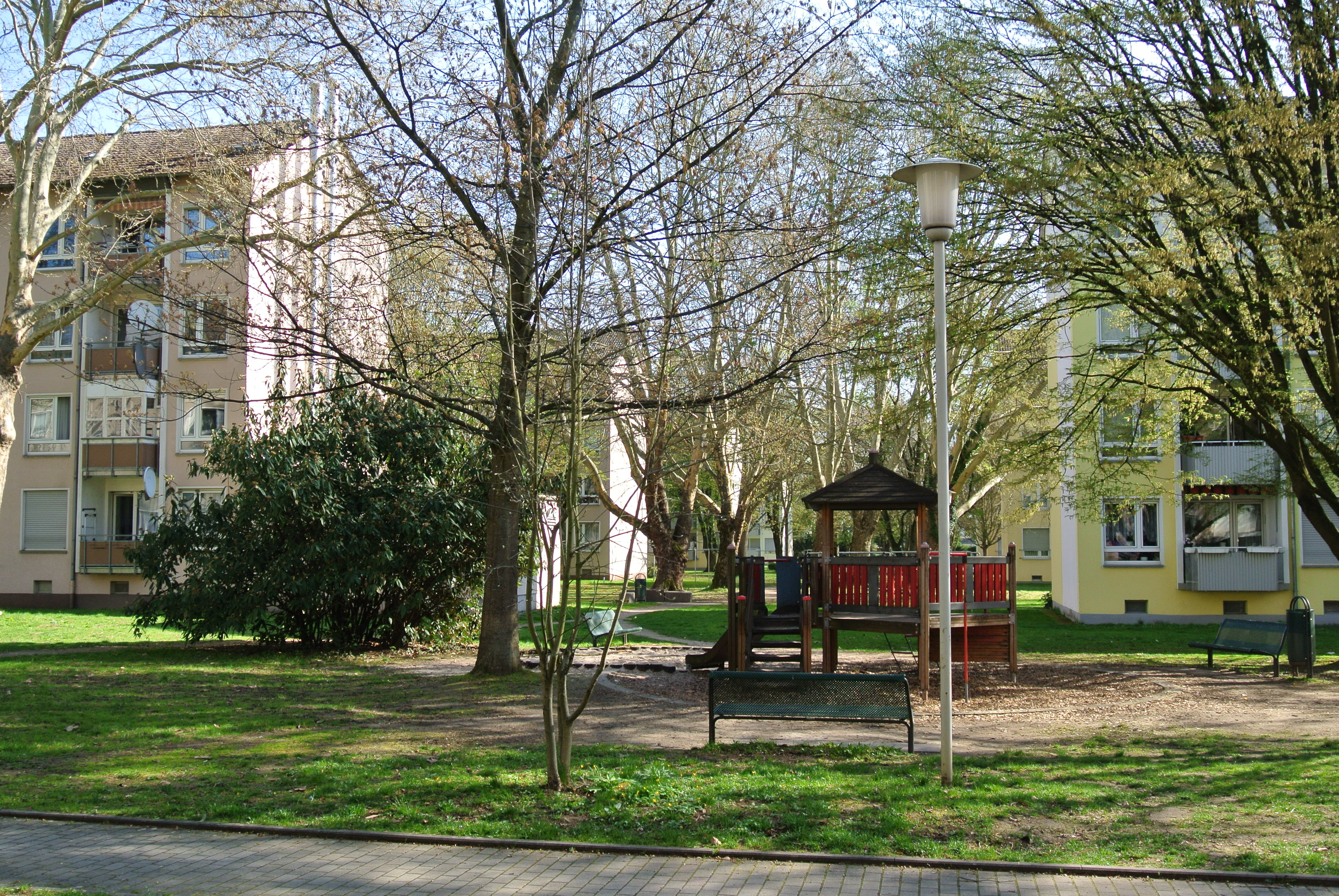
Grünzug zwischen den Gebäuden

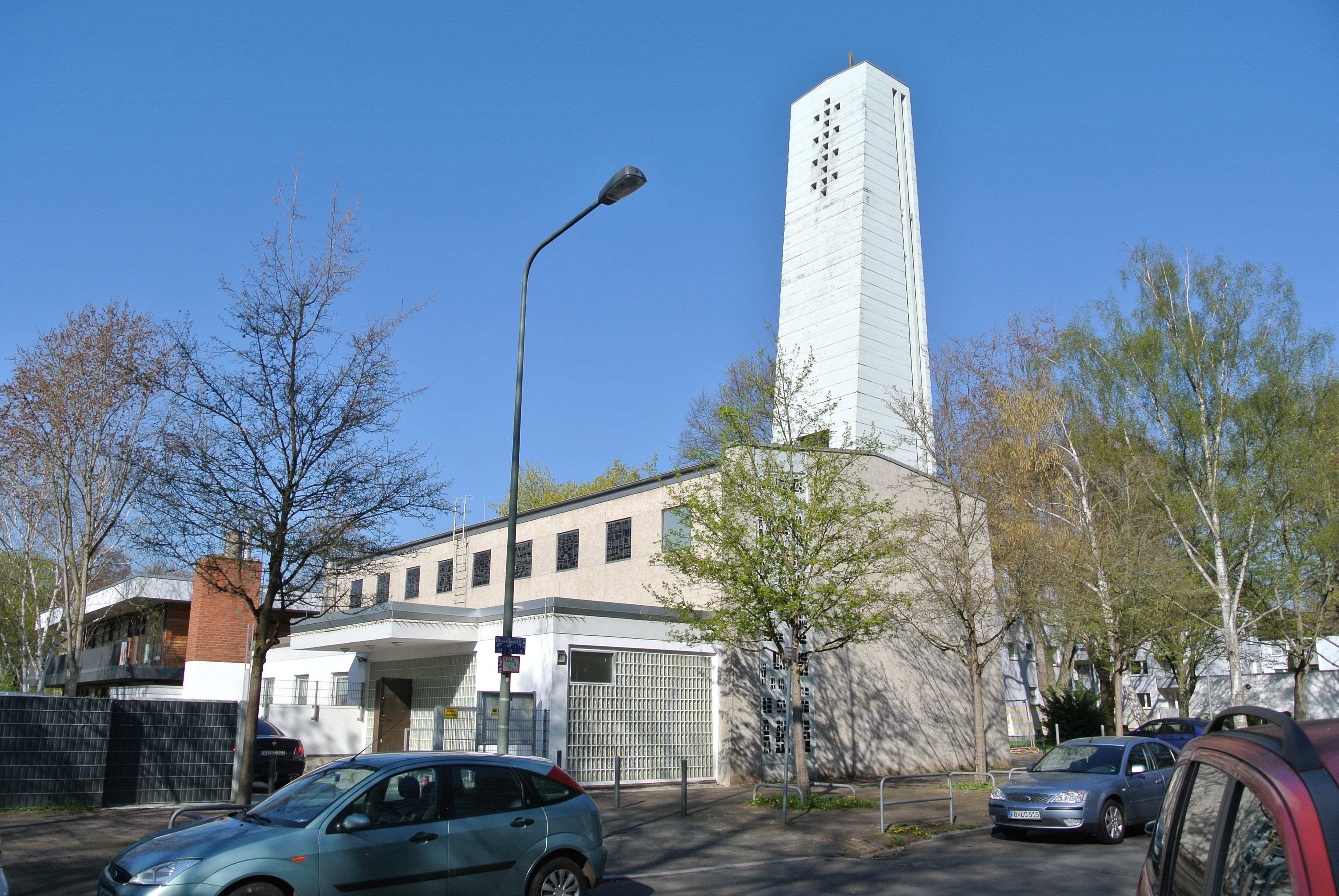
Heimatkirche

## Lage und Erschließung
Die Siedlung Taunusblick umfasst eine Fläche von rund 35 Hektar und liegt im nördlichen Zeilsheim nördlich der Straße Pfaffenwiese bzw. der Siedlung Kolonie, westlich des Lachgrabens bzw. der Siedlung Friedenau, südlich der Bundesautobahn 66 und östlich der historischen Ortslage von Zeilsheim. Die Hauptstraße Pfaffenwiese schließt die Siedlung an das überörtliche Straßennetz an. Über die dort verlaufende Buslinie und die Haltestellen Neu-Zeilsheim, Pfaffenwiese/Kolberger Weg, Stadthalle Zeilsheim und Lenzenbergstraße ist die Siedlung Taunusblick an den Öffentlichen Personennahverkehr angebunden. Die innere Erschließung erfolgt über die Sammelstraßen Lenzenbergstraße, Rombergstraße, Bechtenwaldstraße und den Pfortengartenweg. Pferdskopfweg und Hohe Kanzel sind Erschließungsstraßen.

## Entstehung
Um den großen Wohnraumbedarf der Nachkriegszeit zu decken, wurden in Frankfurt am Main zahlreiche Wohnsiedlungen gebaut. Die Siedlung Taunusblick wurde zwischen 1950 und 1962 mit Mitteln des Sozialen Wohnungsbaus von der Gemeinnützigen Wohnungs- und Siedlungsgesellschaft, einer Vorgängerin der GWH Wohnungsgesellschaft mbH Hessen, der Nassauischen Heimstätte, der Gemeinnützigen Aktiengesellschaft für Mietwohnungsbau (Mibau bzw. ABG Frankfurt Holding) und der Rhein-Main-Wohnen GmbH errichtet. Es entstanden 237 Gebäude mit 1750 Wohnungen. Ende 2008 lebten 3660 Bewohner in der Siedlung.
Vor dem Bau der Siedlung befand sich auf dem Areal während der Zeit des Nationalsozialismus ein Arbeitslager für Zwangsarbeiter für die Farbwerke Hoechst der I.G. Farben, das nach Kriegsende als Lager für Displaced Persons genutzt wurde. Eine Gedenktafel in der zentralen Grünanlage Bechtenwald erinnert daran.

## Beschreibung
Die Siedlung Taunusblick ist als reines Wohngebiet konzipiert. Sie besteht vorwiegend aus Gebäudezeilen, die in Nord-Süd-Richtung verlaufen, sodass die Wohnungen nach Osten und Westen ausgerichtet sind. Die städtebauliche Konzeption orientierte sich an der nahe gelegenen Wiesbadener Straße, der späteren Autobahn 66, da viele der Gebäudezeilen im rechten Winkel dazu angeordnet wurden. Großzügige Grünzüge gliedern die Siedlung. Die Gebäude sind überwiegend drei- oder viergeschossig und mit einem Satteldach gedeckt. Am nördlichen Rand sind zwischen Lenzenbergstraße und Autobahn sechsgeschossige, punktförmige Gebäude angeordnet. Einige Bereiche sind mit zweigeschossigen Doppel- oder Reihenhäusern bebaut, die sich in Privatbesitz befinden. Hierzu zählen auch das Gebiet zwischen Bechtenwaldstraße und Pfaffenwiese, das älter als die Siedlung Taunusblick ist sowie die Bebauung entlang der Straßen Pflugspfad und Kegelbahn.

## Infrastruktur
Die Siedlung Taunusblick verfügt über soziale, sportliche und kirchliche Einrichtungen sowie Park- und Kleingartenanlagen. Die Adolf-Reichwein-Schule in der Lenzenbergstraße ist die Grundschule für das Wohngebiet. Fünf Einrichtungen zur Kinderbetreuung in kirchlicher und städtischer Trägerschaft sind über die Siedlung verteilt. Die dem gesamten Stadtteil dienende Stadthalle Zeilsheim liegt am südlichen Rand der Siedlung. Die ehemals von der evangelischen Kirchengemeinde genutzte Heimatkirche in der Rombergstraße wird inzwischen von einer rumänischen Gemeinde genutzt. Als Ersatz wurde 2011 ein evangelisches Gemeindezentrum mit Kirchsaal an der Ecke von Lenzenbergstraße und Pfaffenwiese errichtet. Pavillongebäude, die ehemals als Ladengeschäfte dienten, stehen überwiegend leer. Zwei Sportplatzanlagen befinden sich im Osten der Siedlung. Dort und im Norden liegen fünf Kleingartenanlagen zweier Vereine mit rund 155 Gärten. Spielplätze sind innerhalb der Grünanlagen über die die gesamte Siedlung verteilt.

## Verweise

### Einzelnachweis
1. ↑  Statistisches Jahrbuch 2008 Stadt Frankfurt abgerufen am 26. Feb. 2020

Koordinaten: 50° 5′ 57,9″ N, 8° 30′ 0,7″ O